# Хабеас дата
Хабеас дата (лат. Habeas data, буквально — «имеешь сведения») — конституционный принцип ряда государств, предусматривающий право гражданина в судебном порядке требовать доступа к любым касающимся его документам, хранящимся в архивах и учреждениях, в том числе специальных службах. Также название соответствующего судебного постановления. Принцип этот является относительно новым и впервые введён в конституции Бразилии 1988. Название дано по аналогии с принципом хабеас корпус.